# Thomas Harrison (architecte)
Pour les articles homonymes, voir Thomas Harrison et Harrison.
Thomas Harrison baptisé le 7 août 1744 à Richmond (Yorkshire du Nord) et mort le 29 mars 1829 à Chester est un architecte et ingénieur britannique.

## Biographie
Architecte néo-classique, il fait ses études à Rome. Il devient ensuite un des architectes du Greek Revival.
Il commence cependant sa carrière en dessinant des ponts. Il travaille au réaménagement de Broomhall, résidence écossaise de Lord Elgin.
À Chester, il construit le Panoptique, modèle des maisons de détention, le pont d'une seule arche de la Dee et, à Manchester, on lui doit le théâtre et la bourse.